# Тактика колонн и рассыпного строя

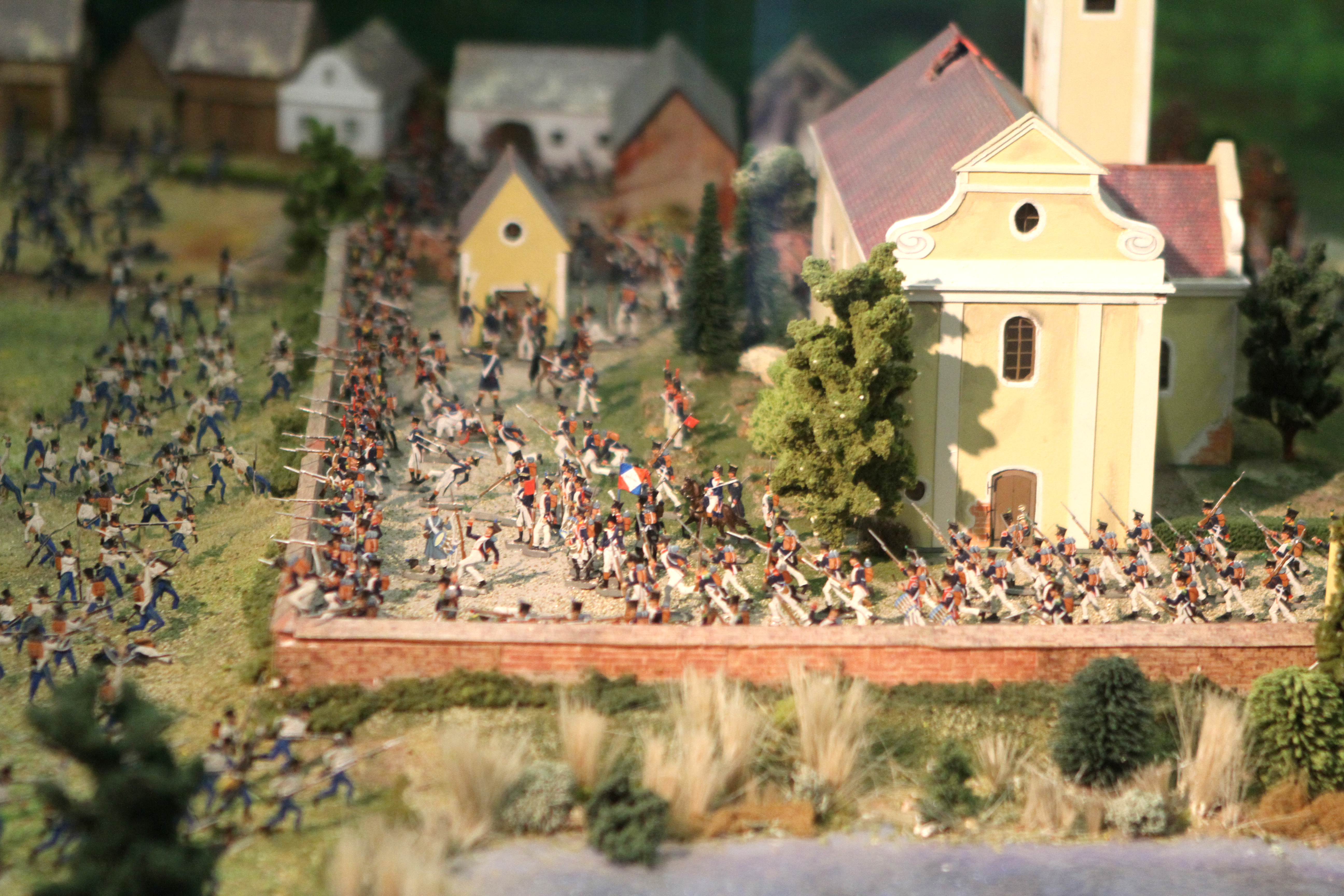
Диорама, изображающая сражение под Асперном.

Тактика колонн и рассыпного строя — теория и практика ведения боевых действий в XVIII—XIX веках, основанная на применении боевого построения, которое сочетает батальонные колонны линейной пехоты, действующие при поддержке лёгкой пехоты (егерей) в рассыпном строю.
При этом кавалерийским частям и артиллерии отводилась функция усиления и обеспечения действий пехотных формаций. Тактика колонн и рассыпного строя доминировала на полях сражений почти столетие.

## История
Тактика колонн и рассыпного строя зародилась во французской армии в середине XVIII века, но была по опыту Семилетней войны отброшена. В другом источнике указано что в России раньше, чем на Западе, была разработана и тактика колонн в сочетании с рассыпным строем. В российской армии в ту же войну она была впервые использована на поле боя генералом-поручиком П. А. Румянцевым при осаде прусской крепости Кольберг в 1761 году. Значительное влияние на её теоретическую разработку и внедрение в практику оказал А. В. Суворов. Во время революционных войн во Франции в конце XVIII века произошло признание и распространение тактики колонн и рассыпного строя в западных странах. Своё окончательное развитие и оформление она получила под влиянием боевого опыта наполеоновских войн. Классическим примером её использования стала Бородинская битва во время вторжения Наполеона в Российскую Империю в 1812 году. Во время этого сражения боевой порядок русской армии включал в себя передовые стрелковые цепи, две линии пехотных колонн, две линии кавалерии и резерв.
Во время Великой французской революции армия Первой Республики использовала подобную тактику в сражениях с войсками интервентов.
Однако во второй половине XIX века произошёл качественный скачок огневых возможностей пехотного вооружения и артиллерии. Во времена Крымской войны 1853—1856 года плотный огонь англо-французских частей, вооружённых скорострельными нарезными винтовками, быстро рассеивал русские колонны, которые поначалу были вынуждены стихийно рассыпаться в стрелковые цепи. Затем процесс разворачивания плотных колонн в редкие цепи стрелков стал организованным в целях минимизации собственных потерь от ружейно-артиллерийского огня при сближении с врагом для штыковой атаки.
На западе этот процесс повторился во время франко-прусской войны 1870—1871 годов. В русской армии окончательный отказ от изжившей себя тактики колонн и рассыпного строя состоялся во время русско-турецкой войны 1877—1878 годов. Однако отдельные элементы этой тактики просуществовали до конца XIX века, пока совершенствование огневых средств не сделало их применение катастрофическим.
На смену тактике колонн и рассыпного строя пришли тактические построения в виде стрелковых цепей

## Описание
В соответствии с новой тактикой пехота начала подразделяться на линейную для действий в колоннах, и лёгкую, для поддержки колонн в рассыпном строю. Основу боевого порядка составляли две — три линии батальонных колонн линейной пехоты. В промежутках между колоннами устанавливались позиции полковой артиллерии, на флангах и впереди главных сил размещались позиции полевых пушек. За главными силами и на флангах располагались кавалерийские части. Важнейшим элементом боевого порядка считались резервные части, которые в наступлении поддерживали и закрепляли успех, а в обороне занимались ликвидацией кризисных ситуаций.
Впереди главных сил на расстоянии в несколько сотен метров выдвигался рассыпной строй егерей, чьей задачей было прикрыть главные силы во время завязки сражения и, совместно с артиллерией, расстроить боевой порядок противника, создавая, таким образом, благоприятные условия для организации атаки колоннами линейной пехоты. В случае неудачного стечения обстоятельств при атаке, лёгкая пехота совместно с кавалерией обеспечивала организованный отход главных сил.
Считается, что колонное построение войск обеспечивало им большую силу штыкового удара и позволяло сражаться на любой местности, вести манёвры и организованно преследовать отступающего противника. Тактика использования колонн и рассыпного строя не исключала неравномерного распределения сил по фронту для сосредоточения ударных группировок на ключевых направлениях. Среди её недостатков указывают на невозможность сочетания огня и удара, поскольку артиллерия занималась только подготовкой атаки линейной пехоты, но оказывать ей непосредственную поддержку уже не могла. Помимо этого, отрицательным следствием глубоких и плотных боевых порядков были большие потери в живой силе.